# Andrés Tulipano
Andrés Tulipano  (Montevideo, 27 de septiembre de 1955) es un guionista de televisión y dramaturgo uruguayo.

## Biografía
Nació en Montevideo y estudió Letras y en la Escuela Nacional de Bellas Artes de Uruguay. En los años ́70 escribió en semanarios y revistas de humor. En la década del ́80 ingresó como guionista a Teledoce durante la transición del programa de humor Telecataplúm a Plop!. 
Desde 1987 ha creado formatos, producido contenidos, y escrito para numerosos ciclos de televisión. Entre los años 2001 y 2003 tiene un pasaje frente a cámaras como presentador de los programas: ¿Quién quiere ser millonario? (ganador del Premio Iris) y Casting (que obtuvo los Premios Iris y Tabaré).
Como dramaturgo, sus obras han sido traducidas al inglés, portugués e italiano, y se han representado en Uruguay, Argentina, Chile, Venezuela, Colombia, Ecuador, República Dominicana, Panamá, Paraguay, Puerto Rico, México, Estados Unidos, España y Portugal.
Ha estrenado más de cuarenta espectáculos, algunos escritos en solitario y otros en coautoría. También ha realizado adaptaciones de varios libros al teatro, y traducido a autores como Ray Cooney (Out of Order), Geraldine Aron (Mi Brilliant Dvorce) y Leilah Assumpção (Intimidade Indecente).
Fue guionista de la serie de televisión Las novias de Travolta, basada en una obra de teatro del mismo nombre y de su propia autoría.
En 2015 dirigió los talleres de escritura audiovisual Uruguay Escribe.

## Distinciones
- Premio MUSA, otorgado por AGADU - Asociación General de Autores del Uruguay a los autores más destacados, en dos ocasiones la primera de ellas como Dramaturgo y la segunda como Guionista de televisión.
- Premio Iris en repetidas ocasiones y en varias oportunidades el Premio Tabaré, los dos premios más importantes en la televisión del Uruguay a varios programas de televisión de su autoría.
- 'Primer premio del concurso abierto para escritores: Un tango para Montevideo, organizado por la Embajada Argentina y el Dpto. de Cultura de la Intendencia de Montevideo; el tema Montevideo, al sur del sur forma parte del repertorio oficial de la Orquesta Filarmónica de la ciudad.[1]
- Obtiene varios primeros premios como autor de textos en diferentes categorías en el Carnaval del Uruguay.
- Es designado para representar a Uruguay en el Encuentro de Escritores de Humor del Mercosur.
- La comedia musical para niños de su autoría: Pepito Superstar, basada en la niñez de José Artigas, héroe nacional del Uruguay, fue declarada de Interés Cultural por el Ministerio de Educación y Cultura y de Interés Nacional por el Gobierno de la República.
- Premio Florencio del Público en dos ocasiones, otorgado por la Asociación de Críticos Teatrales del Uruguay.
- Premio Iris a la Mejor Ficción Nacional por la serie de televisión Las novias de Travolta (*) en 2010.
- Premio Tabaré a la mejor Producción Nacional de Televisión por la serie de televisión Las novias de Travolta (*), en el año 2010.
- En 2017 es premiado en el concurso de narrativa “Julio C. da Rosa”.